# The Glorious Burden
The Glorious Burden – siódmy studyjny album amerykańskiego zespołu Iced Earth. Jest to pierwsza płyta z wokalistą Timem „Ripperem” Owensem, który zastąpił Matta Barlowa. Muzyka zawarta na nim trochę różni się od wcześniejszych wydawnictw grupy, zamiast typowego dla Iced Earth power/ thrash metalu mamy bardziej klasyczny heavy metal, z wieloma epickimi fragmentami. Dość nietypową kompozycją jest „Gettysburg”, składająca się z trzech utworów łączących się w całość i trwająca łącznie ponad 30 minut. Teksty piosenek dotyczą historii, przy czym odnoszą się do różnych wydarzeń, np. „Attila” dotyczy wodza Hunów – Attyli, „When Eagle Cries” – zamachu terrorystycznego z 11 września, zaś wspomniany „Gettysburg” – największej bitwy podczas wojny secesyjnej – bitwy pod Gettysburgiem.
Ukazał się również limitowany, dwupłytowy digipack, zawierający wszystkie utwory zarówno z wersji amerykańskiej jak i europejskiej, jak również bonus w postaci akustycznej wersji utworu „When the Eagles Cries”.

## Lista utworów
Poza Stanami Zjednoczonymi ze względu patriotyczny charakter nie ma „The Star-Splanged Banner”. Wersja amerykańska natomiast zamiast „Waterloo” zawiera „Greenface” (3:02). Niemieckie wydanie posiada zarówno „Waterloo”, jak i „Greenface”. Utwory 10 – 12 stanowią trylogię „Gettysburg”.
1. The Star-Spangled Banner (1:13)
2. Declaration Day (5:00)
3. When the Eagle Cries (4:07)
4. The Reckoning (Don’t Tread on Me) (4:56)
5. Attila (5:36)
6. Red Baron/ Blue Max (4:05)
7. Hollow Man (4:26)
8. Waterloo (5:49)
9. Valley Forge (4:46)
10. The Devil to Pay (12:13)
11. Hold at All Costs (7:06)
12. High Water Mark (12:35)

## Twórcy
Źródło.
- Tim Owens – śpiew
- Jon Schaffer – gitara rytmiczna, śpiew, produkcja muzyczna
- James MacDonough – gitara basowa
- Richard Christy – perkusja
- Ralph Santolla – sola gitarowe
- Jim Morris – gitara prowadząca w „Decleration Day”
- Howard Helm – instrumenty klawiszowe
- Matt Barlow – śpiew boczny
- Jim Moriis – produkcja muzyczna
- Leo Hao i Todd Brown – oprawa graficzna
- Jon Schaffer – logo